# VTA1
A proteína vacuolar seletiva associada à proteína VTA1 homóloga é uma proteína que em humanos é codificada pelo gene VTA1.